# Rhachotropis minuta
Rhachotropis minuta är en kräftdjursart som beskrevs av Edward Lloyd Bousfield och Hendrycks 1995. Rhachotropis minuta ingår i släktet Rhachotropis och familjen Eusiridae. Inga underarter finns listade i Catalogue of Life.